# Daniel Weinstein
Daniel J. Weinstein (ur. 4 lutego 1981 w Bostonie) – amerykański łyżwiarz szybki, specjalizujący się w short tracku, medalista mistrzostw świata, uczestnik zimowych igrzysk olimpijskich.
W 1997 roku wystartował na mistrzostwach świata juniorów, które odbyły się w Marquette, amerykański sportowiec zdobył trzy medale. Były to medale: srebrny na dystansie 500 metrów i 1500 metrów (superfinał) oraz brązowy w wieloboju. Rok później Weinstein także startował na mistrzostwach świata juniorów, jednak nie udało mu się zdobyć żadnego medalu.
Na zimowych igrzyskach olimpijskich, które rozgrywano w japońskim Nagano, amerykańskiemu sportowcowi też nie udało się zdobyć żadnego medalu. Jedyny jego występ na igrzyskach miał miejsce podczas konkursu na dystansie 500 metrów. Weinstein ukończył go na 17. lokacie.
W 1998 roku Weinstein zadebiutował w Pucharze Świata. W tym sezonie Amerykanowi udało się zająć miejsce na podium, 2 października tego samego roku stanął na drugim stopniu podium w konkursie 500 metrów, przegrywając tylko z włoskim łyżwiarzem Fabio Cartą. 21 marca 1999 wziął udział w debiutanckich zawodach rangi mistrzostw świata seniorów. W mistrzostwach świata, które odbyły się w Sofii, amerykański sportowiec wystartował w konkursie sztafet (razem z Tomem Biondo, Rusty Smithem i Apolo Antonem Ohno), ukończył go ostatecznie na siódmym miejscu.
W 2000, podczas mistrzostw świata, Amerykanin zdobył trzy medale. W konkurencji 500 metrów wywalczył srebrny krążek, minimalnie przegrywając z Kanadyjczykiem Éricem Bédardem. Natomiast w konkurencji 1000 i 3000 metrów, zawodnik zdobył brązowy medal. Rok później, również podczas zawodów MŚ, tym razem rozgrywanych w południowokoreańskim Jeonju, Weinstein zdobył złoty medal w sztafecie (razem z Rusty Smithem, Apolo Antonem Ohno i Ronem Biondo).
W 2002 roku wystartował w drugich w swej karierze zimowych igrzyskach olimpijskich. Podobnie jak cztery lata wcześniej, nie udało mu się zdobyć żadnego krążka. Na igrzyskach startował jedynie w konkurencji sztafet, amerykańska sztafeta ukończyła olimpijskie zmagania na czwartym miejscu.